# Acquiescence bias
Acquiescence bias, neboli tendence souhlasit je typ kognitivního zkreslení, který se vyznačuje tím, že respondenti mají tendenci s předloženými tvrzeními souhlasit nebo naznačovat pozitivní konotaci, spíše než nesouhlasit.
Tato tendence se u mnoha lidí vyskytuje i v případě pochybností. Tak se děje především v případě průzkumů nebo dotazníků, které používají obecné fráze.
Kanadský psycholog Douglas N. Jackson demonstroval tuto tendenci na osobnostním testu s názvem Californian F-Scale (tj. Kalifornská F-škála), kterou v roce 1947 vytvořil Theodor W. Adorno a další k určování a měření autoritářských typů osobností. Tento test obsahuje obecné fráze, jako například tvrzení „Mladí lidé se někdy chovají vzpurně, ale jakmile dospějí, měli by se takovému chování vyhnout a usadit se.“ Jackson vytvořil takovou verzi testu, ve které měly všechny položky opačný význam. Jedné a té stejné skupině respondentů podal obě dvě verze, tedy jak originál, tak svou obrácenou verzi. Teoreticky zde měla být zjištěna negativní korelace, nastala ale vysoká pozitivní korelace. Jackson tyto výsledky interpretoval jako důkaz o tendenci souhlasit. Respondenti tíhli k souhlasu s výroky bez ohledu na jejich obsah.
Jackson and Samuel Messick využili faktorovou analýzu, díky níž prokázali, že dva hlavní faktory vysvětlující většinu odpovědí na osobnostní test Minnesota Multiphasic Personality Inventory (MMPI, tj. Minnesotský multifázický osobnostní inventář) byly výsledkem sociálního očekávání a tendencí k souhlasu (to stejné platí i pro revidovanou verzi MMPI-2).
Jednou z možností, jak se vyhnout tomuto zkreslení vyskytujícího se při odpovědích na průzkumy a dotazníky, je využívat vyváženě pozitivních a negativních otázek.